# Pycnonotus tympanistrigus
El bulbul cuellipinto (Pycnonotus tympanistrigus) es una especie de ave paseriforme de la familia Pycnonotidae endémica de las montañas de Sumatra (Indonesia). Anteriormente se clasificaba en el género Ixos. 